# Thiophen
Thiophene, tên khác: thiofuran, là một hợp chất dị vòng với công thức hóa học C4H4S. Bao gồm một vòng năm phẳng, nó là hợp chất thơm với các phản ứng thế rộng rãi. Liên quan đến thiophene là benzothiophene và dibenzothiophene, chứa các vòng thiophene được kết hợp với một và hai vòng benzen tương ứng. Các hợp chất tương tự như thiophene bao gồm furan (C4H4O) và pyrrole (C4H4NH), mà mỗi chất thay đổi khác đi bởi các nguyên tử dị vòng.
Thiophene được phát hiện như một tạp chất trong benzene.Khởi đầu các nhà khoa học thấy isatin (một indole) tạo thành một  thuốc nhuộm xanh da trời nếu nó được trộn với axit sulfuric và benzen thô. Sự hình thành indophenin xanh từ lâu đã được cho là phản ứng của benzene. Viktor Meyer đã thực hiện cô lập chất thiophene để chứng minh đây là chất thực sự chịu trách nhiệm cho phản ứng này.
Thiophene và dẫn xuất của nó có trong dầu mỏ đôi khi có tỷ lệ lên tới 1-3%. Thành phần thiophen có trong dầu mỏ và than đá bị loại ra bằng cách dùng quá trình tách lưu huỳnh-hydro (hydrodesulfurization). Trong quá trình này, the chất lỏng hoặc khí được truyền qua một dạng chất xúc tác molybden disulfit dưới áp suất H2. Thiophenes trải qua quá trình hydrogenolysis để hình thành hydrocarbon và hydro sulfide. Như vậy, bản thân thiophene được chuyển thành butan và H2S. Các chất có phổ biến và phức tạp hơn trong dầu mỏ là benzothiophene và dibenzothiophene.